# Helicteres hirsuta
Helicteres hirsuta är en malvaväxtart som beskrevs av João de Loureiro. Helicteres hirsuta ingår i släktet Helicteres och familjen malvaväxter. Inga underarter finns listade i Catalogue of Life.

## Bildgalleri

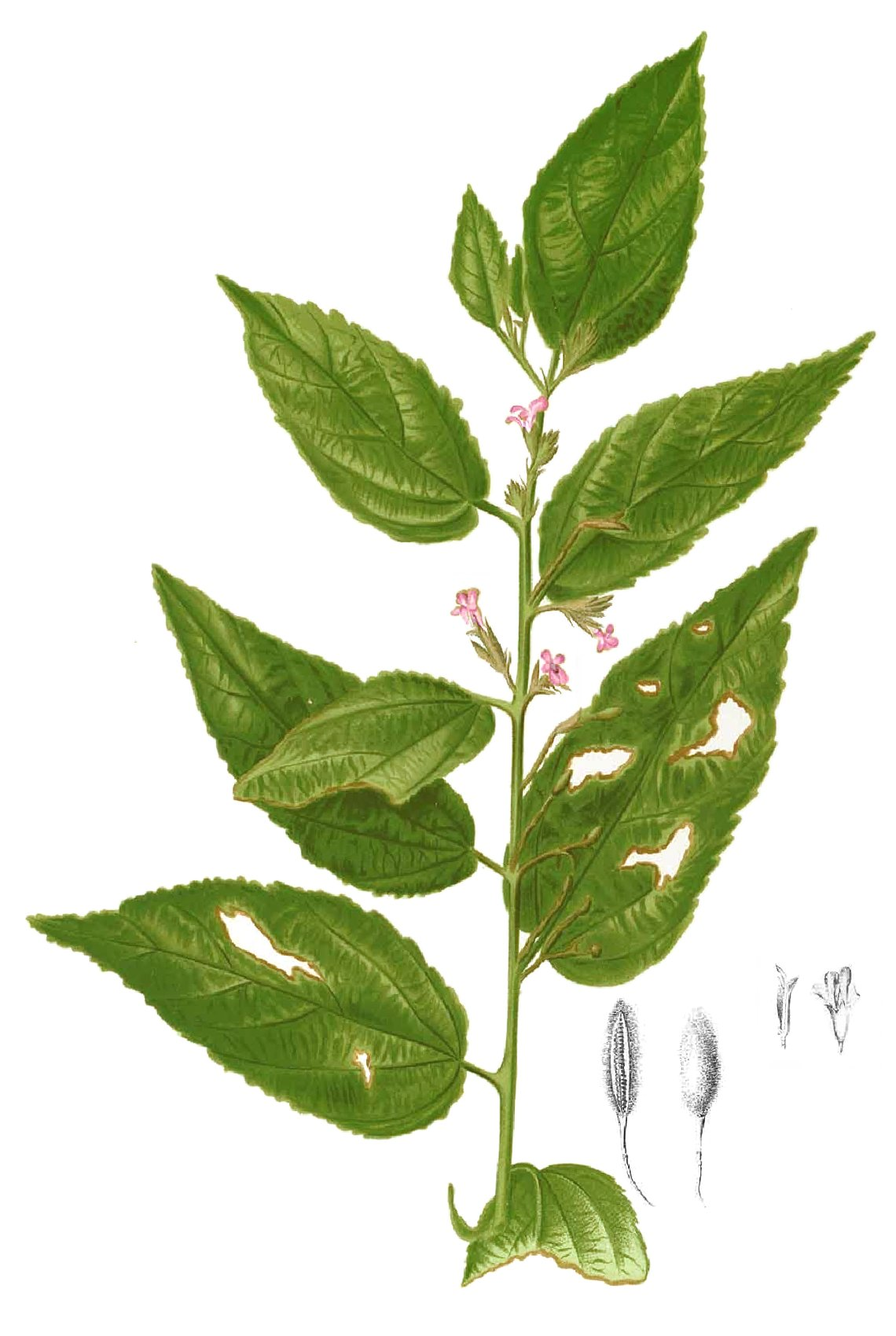
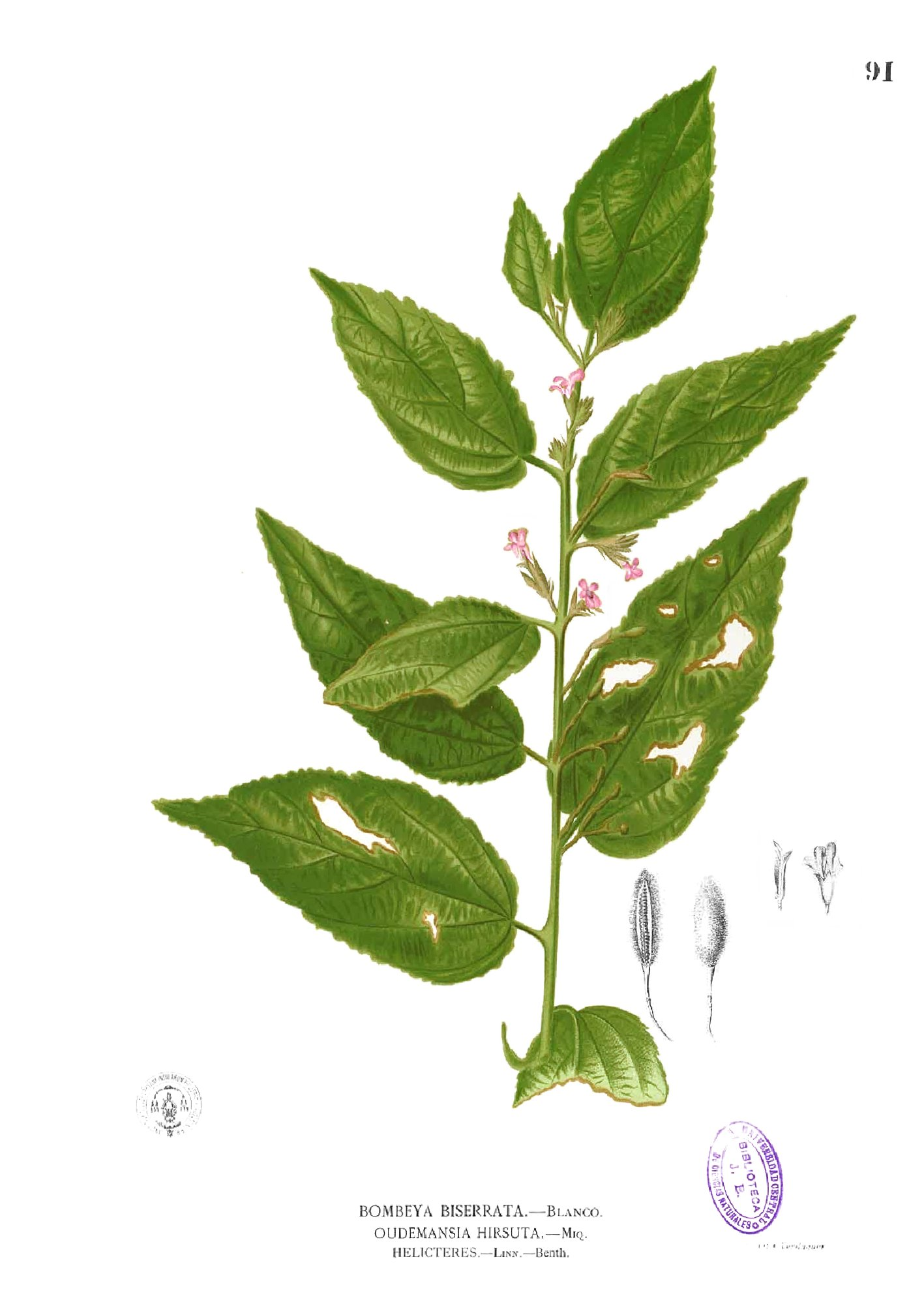